# 허드 햇필드

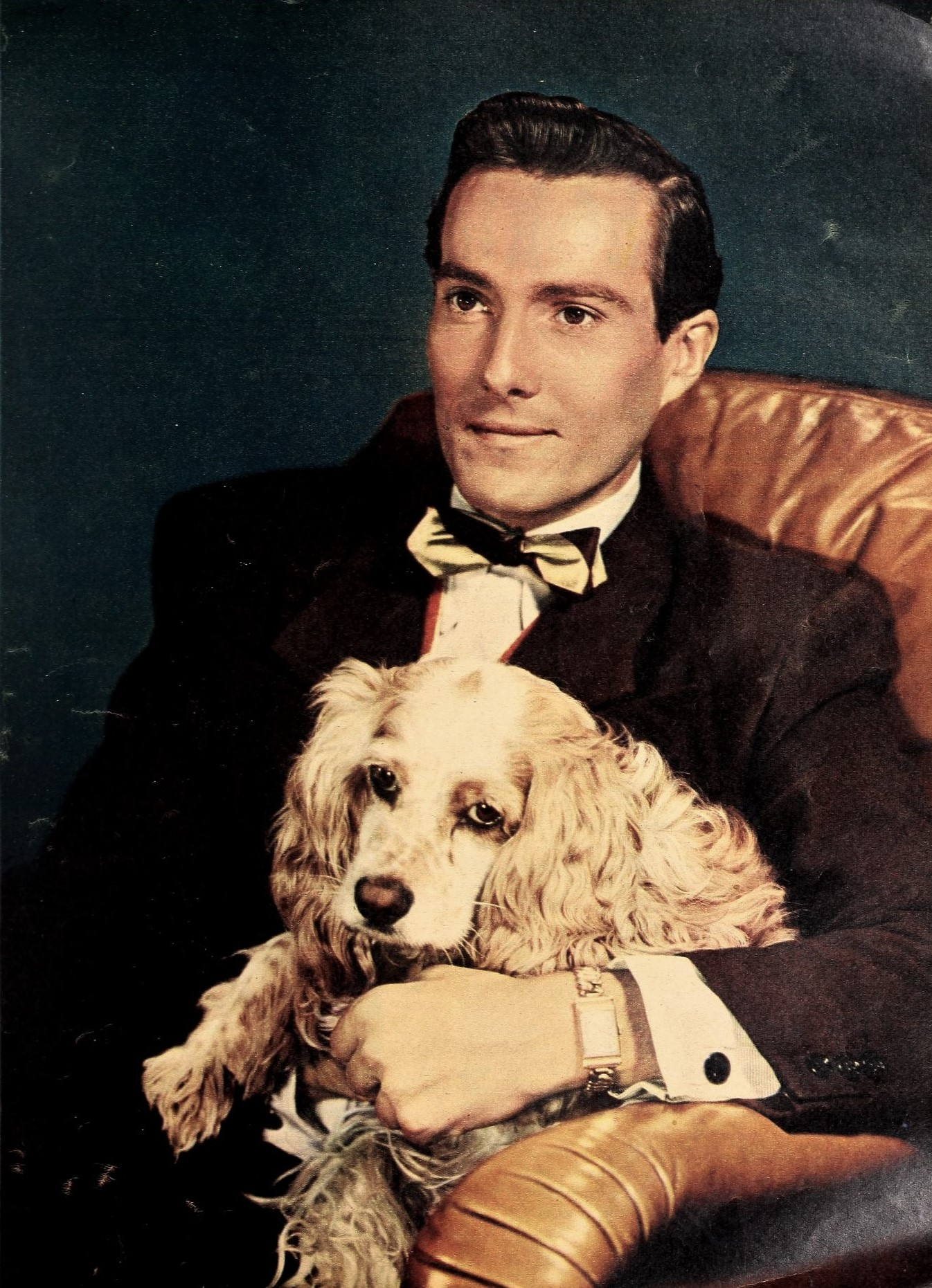

허드 햇필드(Hurd Hatfield, 1917년 12월 7일 ~ 1998년 12월 26일)는 미국의 배우이다.
뉴욕에서 태어났다.

## 출연 작품
- 이중 음모 (1991년)
- 미궁 속의 알리바이 (1989년)
- 크라임 오브 하트 (1986년)
- 다윗 대왕 (1985년)
- 노리스 테입스 (1973년)
- 붉은 남작 (1971년)
- 보스톤 교살자 (1968년)
- 미키 원 (1965년)
- 엘 시드 (1961년)
- 왕중왕 (1961년)
- 왼손잡이 건맨 (1958년)
- 타잔과 노예 소녀 (1950년)
- 하녀의 일기 (1946년)
- 도리언 그레이의 초상 (1945년)
- 드래곤 씨드 (1944년)

### 텔레비전
- 스튜디오 원 (1952-54)
- 클라이막스! (1956-58)
- 서부를 향해 달려라 (1966-68)
- 코작 (1976)
- 유물 (1978, The Word)
- 전격 Z작전 (1986)